# やばせ本町どまん中!
『やばせ本町どまん中!〜笑顔でいこうよ〜』（やばせほんちょうどまんなか えがおでいこうよ）は、2005年4月1日から2009年3月27日まで秋田テレビ（AKT）で金曜15:05 - 16:53に放送されていたローカル情報番組である。前番組『スーパーSunサンまる』と内容はほぼ変わっていない。

## 出演者
- 石垣政和（ローカルタレント、2005年4月 - 2009年3月）
- 佐々木恵子（当時秋田テレビアナウンサー、2005年4月 - 2005年9月 司会→中継、当番アナウンサー担当）
- 滝沢雄一（当時秋田テレビアナウンサー、2006年4月 - 2007年3月 中継、当番アナウンサー担当）
- 武藤綾子（当時秋田テレビアナウンサー、開始 - 2006年3月 ニュース担当）
- 千田剛裕（当時秋田テレビアナウンサー、2005年4月 - 2006年3月 サブ司会、2006年4月 - 2007年3月 中継担当）
- 谷桐子（秋田テレビアナウンサー、2005年4月 - 2007年3月 司会）
- 片桐千晶（当時秋田テレビアナウンサー、2005年4月 - 2006年3月 料理コーナー、2006年4月 - 2007年3月 当番アナウンサー、2007年4月 - 2008年3月 司会）
- 長島瑞穂（当時秋田テレビアナウンサー、2007年4月 - 2008年3月 中継・当番アナウンサー担当）
- ブラボー中谷（ローカルタレント、2007年4月 - 2008年3月、eリホーム秋田担当）
- 後藤美咲（当時秋田テレビアナウンサー、2008年4月 - 2009年3月）
- 管奈央子（当時秋田テレビアナウンサー、2008年4月 - 2009年3月）
- 井出千草（当時秋田テレビアナウンサー、2005年4月 - 2009年3月 中継担当）
- 石郷岡純子（当時秋田テレビアナウンサー、2005年4月 - 2009年3月 eリホーム秋田担当、開始 - ）
- 石井資子（当時秋田テレビアナウンサー、2008年5月 - 2009年3月 お天気どまん中!担当）
- 後藤美菜子（当時秋田テレビアナウンサー、2008年10月 - 2009年3月 早出しNEWSどまん中!担当）
- 高橋朋弘（当時秋田テレビアナウンサー、2007年4月 - 2008年3月・10月 - 2009年3月 中継・当番アナウンサー担当）

### 2005年4月29日放送分
- 坂口奈央（当時岩手めんこいテレビアナウンサー、MC）
- バリトン伊藤（ローカルタレント）
- 桜庭みさお（ローカルタレント）
- A.N.I
- 綿引かおる（当時秋田テレビアナウンサー）
- 塩田耕一（当時秋田テレビアナウンサー、中継担当）

## 番組内容
アナプレ
後藤と管がテーマに沿って取材した物をプレゼンするコーナー。
健康でけっこー
秋田県医師会の医師に病気や怪我について尋ねるコーナー。
中継
主にAKT情報局中三から、秋田テレビのグッズや中三情報を紹介するコーナー。
情報こまち
ヘヤーサロンKOMACHIから、割引情報や髪のお手入れ情報を紹介するコーナー。
情報どまん中。
ミニコマーシャルのコーナー。
4時だよ!どまん中!
当番アナウンサーが取材や体験などをするコーナー。
eリホーム秋田
オール電化住宅などを紹介するコーナー。

## 使用曲

### 2005年4月 - 2008年3月
- テーマ曲：「やさしさに包まれたなら」（荒井由実）
- 笑顔でチュウ継（井出千草中継用テーマ）：「ルージュの伝言」（荒井由実）
- 挿入歌：「My Sweet Home」（竹内まりや）

### 2007年2月 - 7月
- エンディング曲：「笑顔のど真ん中」（片桐千晶） - ただし、放送内容変更時にはテーマのみの場合あり。

### 2008年4月 - 2009年3月
- テーマ曲：「オー・シャンゼリゼ」（ダニエル・ビダル）